# Clara Usón
Clara Usón (Barcellona, 1961) è una scrittrice spagnola.

## Biografia
Figlia di un importante avvocato, si laurea in Diritto all'Università di Barcellona. Abbandona l'esercizio di avvocato per dedicarsi alla scrittura. Ha vinto il Premio de la Crítica in Spagna nel 2013 con il romanzo La hija del este, pubblicato in Italia da Sellerio editore con il titolo de La figlia. Il romanzo si basa sulla storia di Ana Mladić figlia del generale serbo Ratko Mladić.

## Opere[2]
- Noches de San Juan, Barcelona, Editorial Lumen, 1998.
- Primer vuelo, Barcelona, Muchnik Editores, 2001.
- El viaje de las palabras, Barcelona, Plaza & Janés Editores, 2005.
- Perseguidoras, Madrid, Alfaguara, 2007.
- Cuore di napalm (Corazón de napalm, 2009), traduzione di Elisa Tramontin, Biblioteca contemporanea, Atmosphere Libri, 2020, ISBN 978-88-656-4315-0.
- La figlia (La hija del Este, 2013), traduzione di Silvia Sichel, Collana Il contesto n.35, Palermo, Sellerio, 2013, ISBN 978-88-389-2912-0.
- Valori (Valor, 2015), traduzione di Silvia Sichel, Collana Il contesto n.68, Palermo, Sellerio, 2016, ISBN 978-88-389-3518-3.
- L'assassino timido (El asesino tímido, 2018), Collana Il contesto n.97, Palermo, Sellerio, 2019, ISBN 978-88-389-3891-7.